# Ocotea ottoschmidtii
Ocotea ottoschmidtii là loài thực vật có hoa trong họ Nguyệt quế. Loài này được J.F. Macbr. miêu tả khoa học đầu tiên năm 1934.